# 兰达佐
兰达佐（義大利語：Randazzo），是意大利西西里大区卡塔尼亞廣域市的一个市镇。总面积204平方公里，人口11160人，人口密度54.7人/平方公里（2009年）。ISTAT代码为087038。它位于卡塔尼亚西北方70公里，坐落在埃特纳火山北麓，是距离埃特纳火山最近的城镇。

## 历史
在13世纪时小镇有自己的军队，支持国王对叛军作战。1210年国王腓特烈二世和他年轻的妻子阿拉贡居住在兰达佐以躲避肆虐巴勒莫的可怕瘟疫。
之后兰达佐成为了继巴勒莫和墨西拿之后岛上人口最稠密的城镇。这个镇分为三个区域：希腊人居住在圣尼古拉区，拉丁人居住在圣玛丽区，伦巴第人居住在圣马丁区。
1575-1580黑死病的流行使兰达佐人口减少，经济下滑，兰达佐几乎变成一座空城。
在第二次世界大战期间，盟军轰炸兰达佐，其76％的建筑遭到损毁。